# La gira
La Gira è una serie televisiva spagnola, creata e prodotta da Capitán Araña per Disney Channel Spagna. La Gira è stata presentata il 4 marzo 2011, ottenendo il numero massimo di spettatori per una serie su Disney Channel Spagna. In seguito al successo, sono stati realizzati adattamenti internazionali, come In Tour in Italia e On tour nei Paesi Bassi.
Il progetto ha un cast composto da attori come Lucía Gil, vincitrice della prima edizione di My Camp Rock in Spagna, Paula Dalli, finalista dello stesso concorso, Daniel Sánchez e Ramón San Román, oltre ad altri come Andrea Guasch (nota per Cambio de clase) e giovani attori come Jorge Clemente e Alba Celma. Nel ruolo degli adulti della serie figurano José Ramón Iglesias, Raquel Infante e José María Sacristán.
La prima stagione è composta da 26 episodi della durata di circa 6-8 minuti ciascuno. La seconda stagione, anch’essa composta da 26 episodi trasmessi in coppie, ha una durata di circa 8-20 minuti per episodio ed è terminata il 12 luglio 2013.
Il CD musicale della serie è stato pubblicato il 13 marzo.

## Personaggi e interpreti

### Pop4U
- Laura, interpretata da Lucía Gil

È la voce principale dei Pop4U. Le piace Lucas (Jorge Clemente). Canta sempre con gioia con il suo gruppo; è il membro dei Pop4U che ha più fan. È la più giovane del gruppo.
- Carolina, soprannominata Carol, interpretata da Paula Dalli

Lei è la cantante e chitarrista del Pop4U. È responsabile, molto laboriosa e isterica dell'ordine. È follemente innamorata di Bruno, e cerca di dirlo più volte, senza successo, perché lui non la pensa così. Nell'ultimo capitolo della serie, bacia Bruno.
- Bruno, interpretato da Dani Sanchez.

È il chitarrista dei Pop4U. E 'pigro e molto appassionato di fare battute pesanti. È il bello del gruppo e l'unico ragazzo, fino all'arrivo di Alex. Gli piace Carol perché in alcuni episodi è infastidito e geloso dell'amicizia tra Carol e Alex; ma non ha ancora capito bene. Nell'ultimo capitolo de "La Gira" scopre di essere innamorato di Carol e la bacia.

### Los Cuervo
- Sara, interpretata da Andrea Guasch

Lei è la cantante e leader dei "Los Cuervo". È presuntuosa, cattiva e capricciosa. Odia il successo dei Pop4U e farà di tutto per infastidirli. È la sorella di Lucas e Marcos. Non sopporta che Laura sia la protagonista del tour.
- Lucas, interpretato da Jorge Clemente

È il bassista dei "Los Cuervo". È il migliore dei suoi fratelli. Se dipendesse da lui, lascerebbe il gruppo per dedicarsi alla tecnologia. A volte non può competere con i suoi fratelli. Non si rende conto che Laura lo ama. È il più giovane di Los Cuervo.
- Marcos, interpretato da Ramón San Román

È il batterista dei "Los Cuervo". Nonostante la sua età, ha una mentalità molto infantile. È il maggiore dei suoi fratelli.

### Personaggi Secondari
- Alba Celma' come Maika (stagioni 1-2): lei è la fan numero 1 della Pop4U. È ossessionata dal gruppo. Nella seconda stagione, è responsabile della zona tifosi.
- Pablo Raya' come Álex (stagione 2): è il ballerino e coreografo dei concerti Pop4U e Los Cuervo. È creativo, ottimista e non riesce a stare fermo. Si avvicinerà a Carol e Bruno sarà molto geloso.
- Jose Ramón Iglesias' come Charly (stagioni 1-2): è il manager del Pop4U. Gli importa molto dei soldi e della fama del Pop4U. Non vuole spendere più del necessario.
- Alejandro Menéndez' nei panni di Edy (stagione 2): è il fan numero 1 di Los Cuervo. Gli piace Sara.
- Raquel Infante come Gloria' (stagione 1): è la coreografa dei Pop4U e Los Cuervo.
- Jose María Sacristán come Julio (stagione 1): è il pilota del camper e padre di Maika.

### Personaggi che appaiono in un solo episodio
- Jorge Toledo come fattorino di fiori (1x02), come Guardia Civile 1 (1x04), come Guardia Civile 2 (1x04)
- Carlos Bernardo Rodríguez come coreografo, come Aaron, ballerino di Pop4U (1x07)
- Lucía Guerrero come sorella di "Bruno" (1x10), come Guardia Civile (1x19)
- Miguel Insúa come padre di "Bruno" (1x20)
- Jose Manjavacas come fotografo (1x23), Come un uomo anziano (1x24) #

- Maarten Dannenberg come parrucchiere di Laura (2x03)
- Arantxa De Juan come Paloma Cuervo, madre di Los Cuervi (2x09)
- Nestor Gutierrez come giocatore di scacchi (2x19)
- Paula Argüelles come fan del Pop4U (2x23)
- Pablo Pinedo come Don Carlos, il primo rappresentante di Laura (2x26)

Con la speciale collaborazione di
- David Bustamante come se stesso (1x08)
- Luis Fernández come se stesso (1x16)
- Cristina Alcázar come Trini (2x01, 2x13, 2x15 e 2x24), come annunciatore radiofonico (2x05 e 2x21)
- Octavi Pujades come "Il Conte" (2x11 e 2x12)
- Leire Martínez come se stessa (2x15)
- Manu Carreño come annunciatore della partita di calcio (2x21) , come se stessa (2x23)

- Elena Alberdi come Elena (2x23)

## Colonna sonora
L'album La Gira contiene brani cantati dalla band di finzione "Pop4U", con la partecipazione speciale della band, anch'essa di fantasia, "Los Cuervo". Il CD include 13 canzoni, mentre il DVD comprende 9 video, di cui 5 video musicali e 4 clip da concerto. L'album è stato pubblicato il 13 marzo 2012 sotto l'etichetta Emi Music.
Disco 1 - CD
| #  | Canzone                  | Compositore                                                                         | Cantanti                               | Durata |
| -- | ------------------------ | ----------------------------------------------------------------------------------- | -------------------------------------- | ------ |
| 1  | A girar                  | Aris Archontis, Jacobo Calderón, Jeannie Lurie, Chen Neeman, Alejandro Nogueras     | Lucía Gil, Paula Dalli                 | 2:42   |
| 2  | Me haces tan feliz       | Aris Archontis, Jacobo Calderón, Jeannie Lurie, Chen Neeman, Alejandro Nogueras     | Paula Dalli                            | 3:18   |
| 3  | Eléctrica                | Aris Archontis, Jacobo Calderón, Jeannie Lurie, Chen Neeman, Alejandro Nogueras     | Daniel Sánchez                         | 2:54   |
| 4  | Superstar                | Jacobo Calderón, Jay L'Oreal, Alejandro Nogueras                                    | Paula Dalli                            | 3:10   |
| 5  | Un beso                  | Aris Archontis, Jacobo Calderón, Jeannie Lurie, Chen Neeman, Alejandro Nogueras     | Lucía Gil                              | 2:58   |
| 6  | Mi vida comienza aquí    | Aris Archontis, Jacobo Calderón, Jeannie Lurie, Chen Neeman, Alejandro Nogueras     | Paula Dalli                            | 3:07   |
| 7  | Inténtalo                | Jacobo Calderón, Andy Dodd, Adam Watts                                              | Paula Dalli                            | 3:18   |
| 8  | Esta vida es una carrera | Aris Archontis, Jacobo Calderón, Jeannie Lurie, Chen Neeman, Alejandro Nogueras     | Andrea Guasch                          | 2:06   |
| 9  | Voy a subir              | Aris Archontis, Jacobo Calderón, Jeannie Lurie, Chen Neeman, Alejandro Nogueras     | Lucía Gil, Paula Dalli, Daniel Sánchez | 3:06   |
| 10 | Tú eres mi canción       | Aris Archontis, Jacobo Calderón, Jeannie Lurie, Chen Neeman                         | Lucía Gil                              | 3:02   |
| 11 | Cámbialo                 | Adam Anders, Peer Astrom, Jacobo Calderón, Nikki Hassman, Alejandro Nogueras        | Paula Dalli                            | 3:10   |
| 12 | Preparados para volar    | Aris Archontis, Jacobo Calderón, Jeannie Lurie, Chen Neeman, Alejandro Nogueras     | Lucía Gil                              | 2:57   |
| 13 | Preparados para volar    | Aris Archontis / Jacobo Calderón / Jeannie Lurie / Chen Neeman / Alejandro Nogueras | Andrea Guasch                          | 2:56   |

Disco 2 - Bonus DVD
Video musicali:
| # | Canzone                  | Compositore                                                                     | Cantanti               | Durata |
| - | ------------------------ | ------------------------------------------------------------------------------- | ---------------------- | ------ |
| 1 | A girar                  | Aris Archontis, Jacobo Calderón, Jeannie Lurie, Chen Neeman, Alejandro Nogueras | Lucía Gil, Paula Dalli | 2:42   |
| 2 | Inténtalo                | Jacobo Calderón, Andy Dodd, Adam Watts                                          | Paula Dalli            | 3:18   |
| 3 | Esta vida es una carrera | Aris Archontis, Jacobo Calderón, Jeannie Lurie, Chen Neeman, Alejandro Nogueras | Lucía Gil              | 2:06   |
| 4 | Tú eres mi canción       | Aris Archontis, Jacobo Calderón, Jeannie Lurie, Chen Neeman                     | Lucía Gil              | 3:02   |
| 5 | Cámbialo                 | Adam Anders, Peer Astrom, Jacobo Calderón, Nikki Hassman, Alejandro Nogueras    | Paula Dalli            | 3:10   |

Clips da concerto
| # | Canzone               | Compositore                                                                     | Cantanti                               | Durata |
| - | --------------------- | ------------------------------------------------------------------------------- | -------------------------------------- | ------ |
| 1 | Me haces tan feliz    | Aris Archontis, Jacobo Calderón, Jeannie Lurie, Chen Neeman, Alejandro Nogueras | Paula Dalli                            | 3:18   |
| 2 | Superstar             | Jacobo Calderón, Jay L'Oreal, Alejandro Nogueras                                | Paula Dalli                            | 3:10   |
| 3 | Voy a subir           | Aris Archontis, Jacobo Calderón, Jeannie Lurie, Chen Neeman, Alejandro Nogueras | Lucía Gil, Paula Dalli, Daniel Sánchez | 3:06   |
| 4 | Preparados para volar | Aris Archontis, Jacobo Calderón, Jeannie Lurie, Chen Neeman, Alejandro Nogueras | Lucía Gil                              | 2:57   |

Oltre alle canzoni pubblicate, esistono versioni alternative interpretate dal cast della serie, tra cui "Un Beso" cantata da Daniel Sánchez, "Superstar" e "Eléctrica", entrambe interpretate da Lucía Gil. Queste versioni sono presenti negli episodi della serie, anche se le registrazioni sonore complete non sono mai state rilasciate.
Il 14 dicembre 2011 Disney Channel Spagna ha pubblicato sul proprio canale YouTube un canto natalizio eseguito da Pop4U dal titolo "Feliz Navidad Te Deseo Cantando", composto da Jacobo Calderón e Alejandro Nogueras. Sebbene la canzone sia stata creata come brano natalizio per Disney Channel, è registrata dalla casa discografica Vivesporella, come risulta dalla registrazione nella SGAE.

## Colonna sonora in inglese
Nel 2011 i protagonisti della serie hanno registrato la colonna sonora in inglese, comprendente le canzoni "Drive", "Life's Gonna Happen", "One Kiss", "Ours To Win", "Electric", "Try Again", "Worthwhile", la versione inglese di "Superstar" e "I'm Going Up". Paula Dalli ha confermato sul suo account Twitter che avevano registrato tutte le canzoni in inglese, ma Disney ha pubblicato solo "Drive" nell’EP di iTunes intitolato "La Gira".
Le versioni inglesi delle canzoni sono state interpretate da altri artisti, tra cui Ruggero Pasquarelli, Arianna Costantin, Martina Russomanno, Andrea Pisani, Juanma Rios, Cris Pedrozo e Javier Alfaro, come attestato dai cataloghi delle società americane di copyright ASCAP e BMI.
Tutte le canzoni in inglese sono state pubblicate il 26 dicembre 2019 in un album intitolato "The Tour", interpretato da Juanma Rios, Cris Pedrozo e Javier Alfaro, con la collaborazione della cantante Judith Olmo (nota con il nome d’arte Judy Rios). Dal febbraio 2019, la partecipazione di questi artisti è verificabile attraverso le registrazioni in ASCAP e BMI, confermata poi dallo stesso Juanma Rios. Questa pubblicazione ha rappresentato la prima volta in cui tutte le canzoni della serie sono state rese disponibili nella loro lingua originale, l’inglese.
| # | Canzone             | Compositore                                                     | Cantanti                                 | Durata |
| - | ------------------- | --------------------------------------------------------------- | ---------------------------------------- | ------ |
| 1 | Drive               | Aris Archontis, Jeannie Lurie, Chen Neeman                      | Juanma Rios, Cris Pedrozo, Javier Alfaro | 2:43   |
| 2 | Worthwhile          | Aris Archontis, Jeannie Lurie, Chen Neeman                      | Juanma Rios, Cris Pedrozo                | 3:16   |
| 3 | Electric            | Aris Archontis, Jeannie Lurie, Chen Neeman                      | Juanma Rios                              | 2:53   |
| 4 | Superstar           | Jordan Dollar (Jay L'Oreal), Courtney Rashad Dwight (C. Dwight) | Juanma Rios                              | 2:50   |
| 5 | One Kiss            | Aris Archontis, Jeannie Lurie, Chen Neeman                      | Juanma Rios                              | 2:58   |
| 6 | Life's Gonna Happen | Aris Archontis, Jeannie Lurie, Chen Neeman                      | Juanma Rios                              | 3:05   |
| 7 | Ours To Win         | Aris Archontis, Jeannie Lurie, Chen Neeman                      | Juanma Rios, Javier Alfaro               | 2:07   |
| 8 | I'm Going Up        | Aris Archontis, Jeannie Lurie, Chen Neeman                      | Juanma Rios                              | 3:07   |
| 9 | Try Again           | Aris Archontis, Jeannie Lurie, Chen Neeman                      | Juanma Rios, Cris Pedrozo, Judy Rios     | 2:53   |

## Libri
Nel 2011 sono stati pubblicati due libri appartenenti alle collane "La Palabra de Maika: Todo sobre La Gira" e "La Gira: Libro de poster". Nel primo, "Maika" (il personaggio interpretato da Alba Celma) fornisce informazioni su ciascuno dei personaggi, come i loro gusti musicali, le più grandi paure, i ricordi della vita prima della fama, e dettagli sul camper.
Il secondo libro include 16 poster e 8 cartoline esclusive della serie.
Entrambi i libri sono stati pubblicati da Disney Publishing, Disney Books.